# Cathédrale Saint-Flannan de Killaloe
La cathédrale Saint-Flannan de Killaloe est une cathédrale anglicane irlandaise.
Elle est le siège historique du diocèse de Killaloe, fusionné tour à tour avec ceux de Kilfenora (en 1752), de Clonfert et Kilmacduagh (en 1834), puis de Limerick, Ardfert et Aghadoe (en 1976), et est donc actuellement l’une des trois cathédrales du diocèse dit « de Limerick et Killaloe », avec la cathédrale Sainte-Marie de Limerick et la cathédrale Saint-Brendan de Clonfert.

## Histoire

### Abbaye
Au nord-ouest du village, à 1 km de l’actuel pont, le Shannon forme une sorte de lac parsemé d’îles appelé Lough Derg. Une abbaye est fondée au VIe siècle par le futur saint Molua (en) sur l’une de ces îles, appelée Iniskeltair ; on pourra voir sur ce lieu jusqu’au début du XXe siècle les ruines de sept petites églises et d’une tour ronde. Son disciple, saint Flannan (en), est consacré en 639 évêque de la ville. On n’entendra plus parler de l’endroit comme d’un monastère.

### Cathédrales
Lorsqu’en 1185 Domnall Mor O'Brien — dernier roi de Munster — défait les anglo-normand, il fait ériger une première cathédrale dédiée à saint Flannan, qui est achevée après sa mort en 1225. Elle est détruite, et reconstruite au XIVe siècle ; seuls restent du premier édifice l’arche romane, et des fonts baptismaux décorés d’une arabesque sculptée.

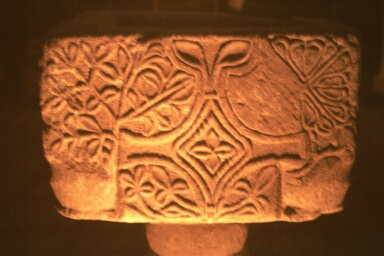
Fonts baptismaux sculptés
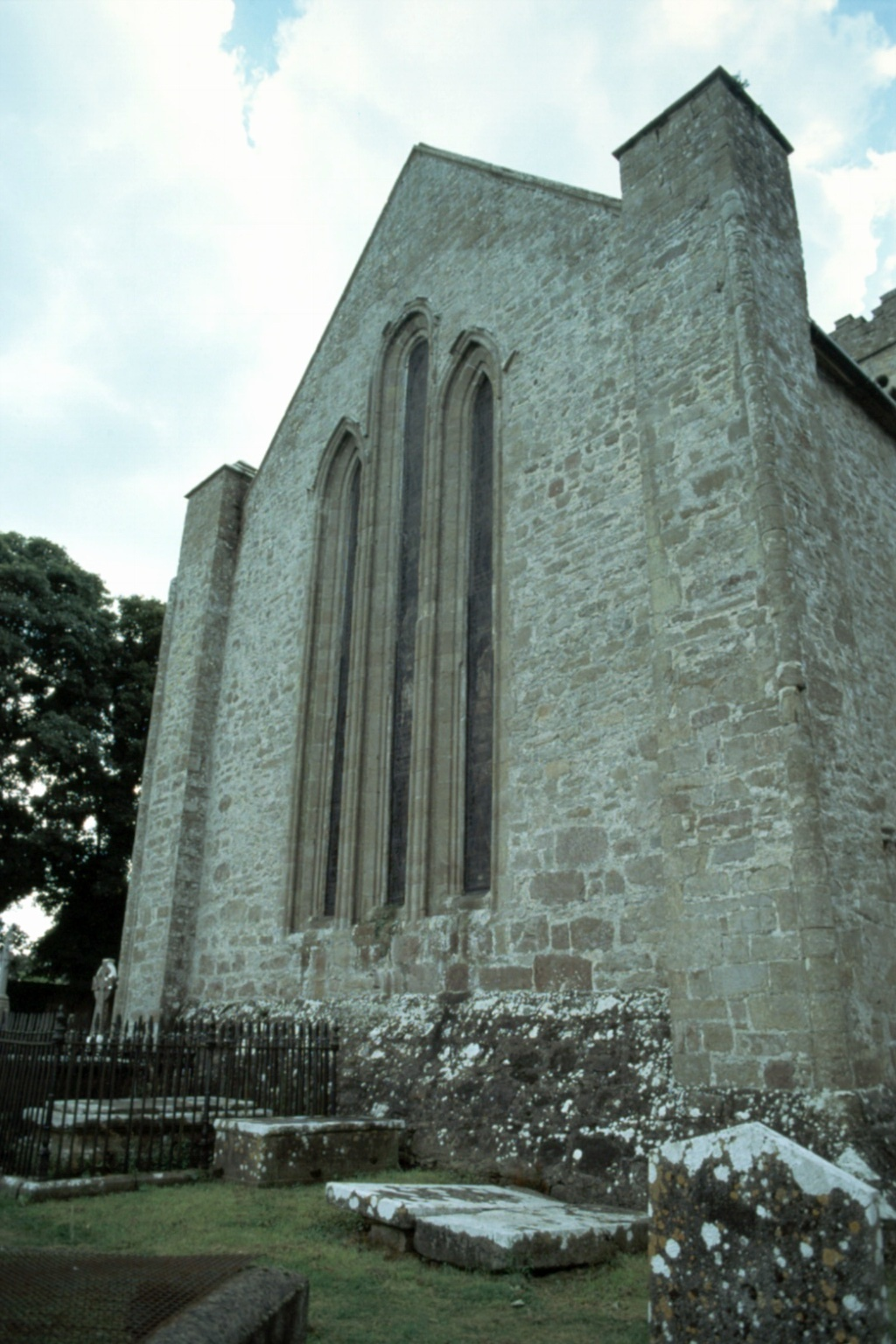
Façade est de l’église

Durant la période élisabethaine, Ennis est choisie comme ville principale du comté de Clare, et l’importance de Killaloe décroit.

### Restauration récente
En 2001, la cathédrale a été restaurée pour 200 000 £. L’entrée romane a été réparée, et la haute croix de 3,5 m (12 pieds), datée du XIIe siècle et effondrée contre les murs de l’église dans les années 1930, a été relevée et déplacée dans la nef de l’édifice.

## Oratoires

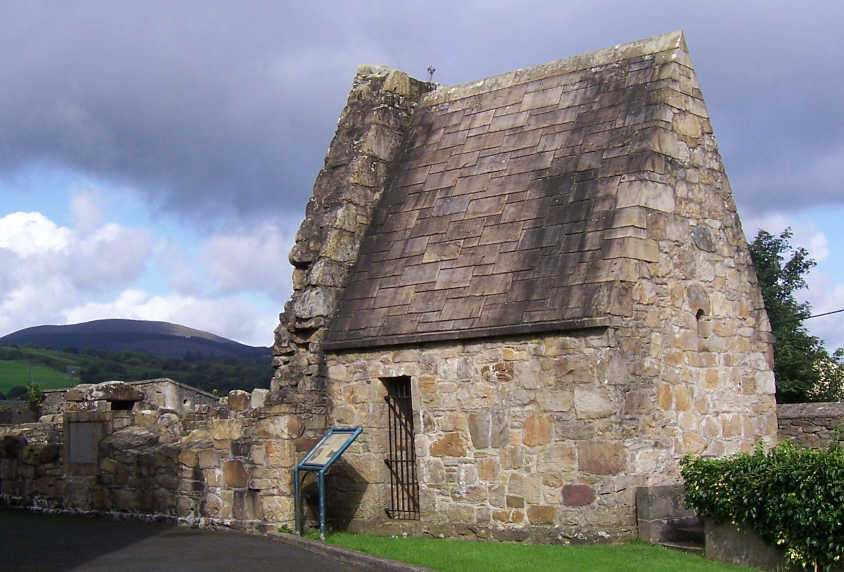
L’oratoire de saint Molua

Sur le côté nord, on trouve un oratoire, bien antérieur à la cathédrale actuelle ; Richard Colt Hoare estimait au début du XIXe siècle qu’il devait dater de la fondation de l’abbaye. Son toit est très haut, construit entièrement en pierre. Il possède une cloche, et deux entrées à l’est et à l’ouest.
L’oratoire de saint Molua (Lua's oratory), construit entre 1000 et 1150, a été déplacé de son emplacement d’origine sur l’île Friar, en face de la ville, lors de la construction du barrage de Ardnacrusha dans les années 1920.

## Sources
- (en) Cet article est partiellement ou en totalité issu de l’article de Wikipédia en anglais intitulé « Killaloe Cathedral » (voir la liste des auteurs).

- (en) Cet article est partiellement ou en totalité issu de l’article de Wikipédia en anglais intitulé « Killaloe, County Clare » (voir la liste des auteurs).
- (en) Journal of a Tour in Ireland, A.D. 1806, par Richard Colt Hoare, lu sur books.google.com

### Article lié
Liste des cathédrales d'Irlande